# Caribbean Club Championship 2017
Caribbean Club Championship 2017 var den nittonde säsongen av Caribbean Club Championship, Karibiens största fotbollsturnering. Turneringen hölls mellan 22 februari och 21 maj 2017, slutspelet hölls i Trinidad och Tobago. Central var direktkvalificerat till omgång 2 som regerande mästare. Turneringen vanns av Cibao från Dominikanska republiken som i finalen besegrade San Juan Jabloteh från Trinidad och Tobago. Cibao kvalificerade sig för Concacaf Champions League 2018.

## Omgång 1

### Grupp A
| Nr | Lag               | S | V | O | F | GM | IM | MS | P |
| -- | ----------------- | - | - | - | - | -- | -- | -- | - |
| 1  | Racing            | 3 | 2 | 1 | 0 | 8  | 2  | +6 | 7 |
| 2  | Inter Moengotapoe | 3 | 2 | 1 | 0 | 8  | 3  | +5 | 7 |
| 3  | Hoppers           | 3 | 1 | 0 | 2 | 2  | 5  | −3 | 3 |
| 4  | Bequia United     | 3 | 0 | 0 | 3 | 2  | 10 | −8 | 0 |

|             | 22 februari 2017 | Racing                    | 2 – 2           | Inter Moengotapoe                 | Antigua Recreation Ground         |                                   |
| 17:00 UTC−4 | 17:00 UTC−4      | Marckens Dorisca 17′, 81′ | (1 – 1) Rapport | 9′ Kareem Kwasie 68′ Naldo Kwasie | Saint John's, Antigua och Barbuda | Saint John's, Antigua och Barbuda |
| 17:00 UTC−4 | 17:00 UTC−4      |                           |                 |                                   | Saint John's, Antigua och Barbuda | Saint John's, Antigua och Barbuda |
| 17:00 UTC−4 | 17:00 UTC−4      |                           |                 |                                   | Saint John's, Antigua och Barbuda | Saint John's, Antigua och Barbuda |

|             | 22 februari 2017 | Hoppers                                   | 2 – 1           | Bequia United        | Antigua Recreation Ground         |                                   |
| 19:30 UTC−4 | 19:30 UTC−4      | Tamorley Thomas 16′ Kamol Bess 70′ (sjm.) | (1 – 1) Rapport | 28′ Kamal Ollivierre | Saint John's, Antigua och Barbuda | Saint John's, Antigua och Barbuda |
| 19:30 UTC−4 | 19:30 UTC−4      |                                           |                 |                      | Saint John's, Antigua och Barbuda | Saint John's, Antigua och Barbuda |
| 19:30 UTC−4 | 19:30 UTC−4      |                                           |                 |                      | Saint John's, Antigua och Barbuda | Saint John's, Antigua och Barbuda |

|             | 24 februari 2017 | Bequia United | 0 – 4           | Racing                                                                            | Antigua Recreation Ground         |                                   |
| 17:00 UTC−4 | 17:00 UTC−4      |               | (0 – 4) Rapport | 9′ Estenio Laurent 16′ Bendy Charles 25′ Marckens Dorisca 41′ (str.) Jackson Jean | Saint John's, Antigua och Barbuda | Saint John's, Antigua och Barbuda |
| 17:00 UTC−4 | 17:00 UTC−4      |               |                 |                                                                                   | Saint John's, Antigua och Barbuda | Saint John's, Antigua och Barbuda |
| 17:00 UTC−4 | 17:00 UTC−4      |               |                 |                                                                                   | Saint John's, Antigua och Barbuda | Saint John's, Antigua och Barbuda |

|             | 24 februari 2017 | Hoppers | 0 – 2           | Inter Moengotapoe                   | Antigua Recreation Ground         |                                   |
| 19:30 UTC−4 | 19:30 UTC−4      |         | (0 – 0) Rapport | 47′ Stefano Rijssel 82′ Donnegy Fer | Saint John's, Antigua och Barbuda | Saint John's, Antigua och Barbuda |
| 19:30 UTC−4 | 19:30 UTC−4      |         |                 |                                     | Saint John's, Antigua och Barbuda | Saint John's, Antigua och Barbuda |
| 19:30 UTC−4 | 19:30 UTC−4      |         |                 |                                     | Saint John's, Antigua och Barbuda | Saint John's, Antigua och Barbuda |

|             | 26 februari 2017 | Inter Moengotapoe                                                     | 4 – 1           | Bequia United   | Antigua Recreation Ground         |                                   |
| 17:00 UTC−4 | 17:00 UTC−4      | Stefano Rijssel 22′ Jurmen Vallei 65′ (str.) Kareem Kwasie 90′, 90+4′ | (1 – 1) Rapport | 39′ Mark Browne | Saint John's, Antigua och Barbuda | Saint John's, Antigua och Barbuda |
| 17:00 UTC−4 | 17:00 UTC−4      |                                                                       |                 |                 | Saint John's, Antigua och Barbuda | Saint John's, Antigua och Barbuda |
| 17:00 UTC−4 | 17:00 UTC−4      |                                                                       |                 |                 | Saint John's, Antigua och Barbuda | Saint John's, Antigua och Barbuda |

|             | 26 februari 2017 | Hoppers | 0 – 2           | Racing                                | Antigua Recreation Ground         |                                   |
| 19:30 UTC−4 | 19:30 UTC−4      |         | (0 – 2) Rapport | 38′ Bendy Charles 43′ Jamesley Daniel | Saint John's, Antigua och Barbuda | Saint John's, Antigua och Barbuda |
| 19:30 UTC−4 | 19:30 UTC−4      |         |                 |                                       | Saint John's, Antigua och Barbuda | Saint John's, Antigua och Barbuda |
| 19:30 UTC−4 | 19:30 UTC−4      |         |                 |                                       | Saint John's, Antigua och Barbuda | Saint John's, Antigua och Barbuda |

### Grupp B
| Nr | Lag       | S | V | O | F | GM | IM | MS  | P |
| -- | --------- | - | - | - | - | -- | -- | --- | - |
| 1  | Cibao     | 3 | 2 | 1 | 0 | 18 | 1  | +17 | 7 |
| 2  | Don Bosco | 3 | 1 | 2 | 0 | 13 | 2  | +11 | 5 |
| 3  | USR       | 3 | 1 | 1 | 1 | 11 | 2  | +9  | 4 |
| 4  | Police    | 3 | 0 | 0 | 3 | 0  | 37 | −37 | 0 |

|             | 1 mars 2017 | Police | 00 – 16         | Cibao | Stade Sylvio Cator    |                       |
| 17:00 UTC−5 | 17:00 UTC−5 |        | (0 – 9) Rapport | 2′, 12′, 15′, 48′ Woodensky Cherenfant 4′, 25′ José Jáquez 34′, 41′, 42′, 51′ Domingo Peralta 45′, 90+3′ Charles Hérold Jr. 68′, 83′ Patrick Serge Soko 75′ Kerbi Rodríguez 82′ Edward Acevedo Acevedo | Port-au-Prince, Haiti | Port-au-Prince, Haiti |
| 17:00 UTC−5 | 17:00 UTC−5 |        |                 | | Port-au-Prince, Haiti | Port-au-Prince, Haiti |
| 17:00 UTC−5 | 17:00 UTC−5 |        |                 | | Port-au-Prince, Haiti | Port-au-Prince, Haiti |

|             | 1 mars 2017 | Don Bosco          | 1 – 1           | USR               | Stade Sylvio Cator    |                       |
| 19:00 UTC−5 | 19:00 UTC−5 | Géraldy Joseph 38′ | (1 – 1) Rapport | 12′ Steeve Désert | Port-au-Prince, Haiti | Port-au-Prince, Haiti |
| 19:00 UTC−5 | 19:00 UTC−5 |                    |                 |                   | Port-au-Prince, Haiti | Port-au-Prince, Haiti |
| 19:00 UTC−5 | 19:00 UTC−5 |                    |                 |                   | Port-au-Prince, Haiti | Port-au-Prince, Haiti |

|             | 3 mars 2017 | Cibao               | 1 – 0           | USR | Stade Sylvio Cator    |                       |
| 17:00 UTC−5 | 17:00 UTC−5 | Domingo Peralta 78′ | (0 – 0) Rapport |     | Port-au-Prince, Haiti | Port-au-Prince, Haiti |
| 17:00 UTC−5 | 17:00 UTC−5 |                     |                 |     | Port-au-Prince, Haiti | Port-au-Prince, Haiti |
| 17:00 UTC−5 | 17:00 UTC−5 |                     |                 |     | Port-au-Prince, Haiti | Port-au-Prince, Haiti |

|             | 3 mars 2017 | Don Bosoco | 11 – 00         | Police | Stade Sylvio Cator    |                       |
| 19:00 UTC−5 | 19:00 UTC−5 | Benchy Estama 1′ Waldo Vernet 6′ Kerlins Georges 13′, 26′, 33′, 45′, 62′ Géraldy Joseph 39′ Jean Schwetze St-Hubert 41′ Massigno Joseph 55′, 75′ | (8 – 0) Rapport |        | Port-au-Prince, Haiti | Port-au-Prince, Haiti |
| 19:00 UTC−5 | 19:00 UTC−5 | |                 |        | Port-au-Prince, Haiti | Port-au-Prince, Haiti |
| 19:00 UTC−5 | 19:00 UTC−5 | |                 |        | Port-au-Prince, Haiti | Port-au-Prince, Haiti |

|             | 5 mars 2017 | USR | 10 – 00         | Police | Stade Sylvio Cator    |                       |
| 17:00 UTC−5 | 17:00 UTC−5 | Fabien Nestor 10′, 14′ Keiroy Huggins 22′ (sjm.) Joree Santos 25′ (str.) Marcos Nascimiento 26′ Marc Mathaisan 39′, 59′, 81′ Gilles Dan 56′ Ludovic Gotin 88′ (str.) | (6 – 0) Rapport |        | Port-au-Prince, Haiti | Port-au-Prince, Haiti |
| 17:00 UTC−5 | 17:00 UTC−5 | |                 |        | Port-au-Prince, Haiti | Port-au-Prince, Haiti |
| 17:00 UTC−5 | 17:00 UTC−5 | |                 |        | Port-au-Prince, Haiti | Port-au-Prince, Haiti |

|             | 5 mars 2017 | Don Bosco           | 1 – 1           | Cibao                    | Stade Sylvio Cator    |                       |
| 19:00 UTC−5 | 19:00 UTC−5 | Kerlins Georges 23′ | (1 – 1) Rapport | 29′ Woodensky Cherenfant | Port-au-Prince, Haiti | Port-au-Prince, Haiti |
| 19:00 UTC−5 | 19:00 UTC−5 |                     |                 |                          | Port-au-Prince, Haiti | Port-au-Prince, Haiti |
| 19:00 UTC−5 | 19:00 UTC−5 |                     |                 |                          | Port-au-Prince, Haiti | Port-au-Prince, Haiti |

### Grupp C
| Nr | Lag                | S | V | O | F | GM | IM | MS  | P |
| -- | ------------------ | - | - | - | - | -- | -- | --- | - |
| 1  | Grenades           | 3 | 2 | 1 | 0 | 7  | 4  | +3  | 7 |
| 2  | Barcelona Atlético | 3 | 1 | 2 | 0 | 8  | 4  | +4  | 5 |
| 3  | Montego Bay United | 3 | 1 | 1 | 1 | 9  | 5  | +4  | 4 |
| 4  | Elite              | 3 | 0 | 0 | 3 | 0  | 11 | −11 | 0 |

|             | 1 mars 2017 | Barcelona Atlético                                            | 4 – 0           | Elite | Montego Bay Sports Complex |                      |
| 17:30 UTC−5 | 17:30 UTC−5 | Óscar Castillo 53′ Jesús Meza 54′, 71′ José Adolfo Guerra 73′ | (0 – 0) Rapport |       | Montego Bay, Jamaica       | Montego Bay, Jamaica |
| 17:30 UTC−5 | 17:30 UTC−5 |                                                               |                 |       | Montego Bay, Jamaica       | Montego Bay, Jamaica |
| 17:30 UTC−5 | 17:30 UTC−5 |                                                               |                 |       | Montego Bay, Jamaica       | Montego Bay, Jamaica |

|             | 1 mars 2017 | Montego Bay United                       | 2 – 3           | Grenades                                         | Montego Bay Sports Complex |                      |
| 20:00 UTC−5 | 20:00 UTC−5 | Johann Weatherly 82′ Owayne Gordon 90+4′ | (0 – 2) Rapport | 13′, 31′ Tevaughn Harriette 67′ Nazir McBurnette | Montego Bay, Jamaica       | Montego Bay, Jamaica |
| 20:00 UTC−5 | 20:00 UTC−5 |                                          |                 |                                                  | Montego Bay, Jamaica       | Montego Bay, Jamaica |
| 20:00 UTC−5 | 20:00 UTC−5 |                                          |                 |                                                  | Montego Bay, Jamaica       | Montego Bay, Jamaica |

|             | 3 mars 2017 | Grenades                                       | 2 – 2           | Barcelona Atlético          | Montego Bay Sports Complex |                      |
| 17:30 UTC−5 | 17:30 UTC−5 | Rakeem Henry 36′ (str.) Tevaughn Harriette 59′ | (1 – 2) Rapport | 32′, 42′ José Adolfo Guerra | Montego Bay, Jamaica       | Montego Bay, Jamaica |
| 17:30 UTC−5 | 17:30 UTC−5 |                                                |                 |                             | Montego Bay, Jamaica       | Montego Bay, Jamaica |
| 17:30 UTC−5 | 17:30 UTC−5 |                                                |                 |                             | Montego Bay, Jamaica       | Montego Bay, Jamaica |

|             | 3 mars 2017 | Montego Bay United                                                                 | 5 – 0           | Elite | Montego Bay Sports Complex |                      |
| 20:00 UTC−5 | 20:00 UTC−5 | Dino Williams 14′ Ronaldo Rodney 60′ Owayne Gordon 74′, 77′ Johann Weatherly 90+3′ | (1 – 0) Rapport |       | Montego Bay, Jamaica       | Montego Bay, Jamaica |
| 20:00 UTC−5 | 20:00 UTC−5 |                                                                                    |                 |       | Montego Bay, Jamaica       | Montego Bay, Jamaica |
| 20:00 UTC−5 | 20:00 UTC−5 |                                                                                    |                 |       | Montego Bay, Jamaica       | Montego Bay, Jamaica |

|             | 5 mars 2017 | Elite | 0 – 2           | Grenades                    | Montego Bay Sports Complex |                      |
| 17:30 UTC−5 | 17:30 UTC−5 |       | (0 – 0) Rapport | 56′, 67′ Tevaughn Harriette | Montego Bay, Jamaica       | Montego Bay, Jamaica |
| 17:30 UTC−5 | 17:30 UTC−5 |       |                 |                             | Montego Bay, Jamaica       | Montego Bay, Jamaica |
| 17:30 UTC−5 | 17:30 UTC−5 |       |                 |                             | Montego Bay, Jamaica       | Montego Bay, Jamaica |

|             | 5 mars 2017 | Montego Bay United                         | 2 – 2   | Barcelona Atlético             | Montego Bay Sports Complex |                      |
| 20:00 UTC−5 | 20:00 UTC−5 | Owayne Gordon 81′ (str.) Dino Williams 85′ | Rapport | 32′ Jesús Meza 61′ Ismael Díaz | Montego Bay, Jamaica       | Montego Bay, Jamaica |
| 20:00 UTC−5 | 20:00 UTC−5 |                                            |         |                                | Montego Bay, Jamaica       | Montego Bay, Jamaica |
| 20:00 UTC−5 | 20:00 UTC−5 |                                            |         |                                | Montego Bay, Jamaica       | Montego Bay, Jamaica |

### Grupp D
| Nr | Lag                    | S | V | O | F | GM | IM | MS  | P |
| -- | ---------------------- | - | - | - | - | -- | -- | --- | - |
| 1  | Portmore United        | 3 | 3 | 0 | 0 | 9  | 1  | +8  | 9 |
| 2  | Puerto Rico            | 3 | 2 | 0 | 1 | 5  | 1  | +4  | 6 |
| 3  | Transvaal              | 3 | 1 | 0 | 2 | 5  | 7  | −2  | 3 |
| 4  | Scholars International | 3 | 0 | 0 | 3 | 0  | 10 | −10 | 0 |

|             | 14 mars 2017 | Scholars International | 0 – 2           | Portmore United                     | Estadio Juan Ramón Loubriel |                      |
| 17:30 UTC−4 | 17:30 UTC−4  |                        | (0 – 2) Rapport | 8′ Ricardo Morris 21′ Jeremie Lynch | Bayamón, Puerto Rico        | Bayamón, Puerto Rico |
| 17:30 UTC−4 | 17:30 UTC−4  |                        |                 |                                     | Bayamón, Puerto Rico        | Bayamón, Puerto Rico |
| 17:30 UTC−4 | 17:30 UTC−4  |                        |                 |                                     | Bayamón, Puerto Rico        | Bayamón, Puerto Rico |

|             | 14 mars 2017 | Puerto Rico             | 1 – 0           | Transvaal | Estadio Juan Ramón Loubriel                               |                                                           |
| 20:00 UTC−4 | 20:00 UTC−4  | Héctor Ramos 28′ (str.) | (1 – 0) Rapport |           | Bayamón, Puerto Rico Domare: Ismael Cornejo (El Salvador) | Bayamón, Puerto Rico Domare: Ismael Cornejo (El Salvador) |
| 20:00 UTC−4 | 20:00 UTC−4  |                         |                 |           | Bayamón, Puerto Rico Domare: Ismael Cornejo (El Salvador) | Bayamón, Puerto Rico Domare: Ismael Cornejo (El Salvador) |
| 20:00 UTC−4 | 20:00 UTC−4  |                         |                 |           | Bayamón, Puerto Rico Domare: Ismael Cornejo (El Salvador) | Bayamón, Puerto Rico Domare: Ismael Cornejo (El Salvador) |

|             | 16 mars 2017 | Transvaal                                                                              | 4 – 0           | Scholars International | Estadio Juan Ramón Loubriel                                |                                                            |
| 17:30 UTC−4 | 17:30 UTC−4  | Debolha Akoela 28′ Alessandro Ferreira 48′ Sorencio Juliaans 88′ Jerry Boldewijn 90+1′ | (1 – 0) Rapport |                        | Bayamón, Puerto Rico Domare: Jacques Robert Arthur (Haiti) | Bayamón, Puerto Rico Domare: Jacques Robert Arthur (Haiti) |
| 17:30 UTC−4 | 17:30 UTC−4  |                                                                                        |                 |                        | Bayamón, Puerto Rico Domare: Jacques Robert Arthur (Haiti) | Bayamón, Puerto Rico Domare: Jacques Robert Arthur (Haiti) |
| 17:30 UTC−4 | 17:30 UTC−4  |                                                                                        |                 |                        | Bayamón, Puerto Rico Domare: Jacques Robert Arthur (Haiti) | Bayamón, Puerto Rico Domare: Jacques Robert Arthur (Haiti) |

|             | 16 mars 2017 | Puerto Rico          | 0 – 1           | Portmore United | Estadio Juan Ramón Loubriel                           |                                                       |
| 20:00 UTC−4 | 20:00 UTC−4  | Ricardo Morris 90+1′ | (0 – 0) Rapport |                 | Bayamón, Puerto Rico Domare: Said Martínez (Honduras) | Bayamón, Puerto Rico Domare: Said Martínez (Honduras) |
| 20:00 UTC−4 | 20:00 UTC−4  |                      |                 |                 | Bayamón, Puerto Rico Domare: Said Martínez (Honduras) | Bayamón, Puerto Rico Domare: Said Martínez (Honduras) |
| 20:00 UTC−4 | 20:00 UTC−4  |                      |                 |                 | Bayamón, Puerto Rico Domare: Said Martínez (Honduras) | Bayamón, Puerto Rico Domare: Said Martínez (Honduras) |

|             | 18 mars 2017 | Portmore United | 6 – 1           | Transvaal            | Estadio Juan Ramón Loubriel                               |                                                           |
| 17:30 UTC−4 | 17:30 UTC−4  | Sue-Lae McCalla 20′ Cherwin Doorson 24′ (sjm.) Tremaine Stewart 33′ Cleon Pryce 52′ (str.) Ewan Grandison 56′ Maalique Foster 81′ | (3 – 0) Rapport | 66′ Ivenzo Comvalius | Bayamón, Puerto Rico Domare: Ismael Cornejo (El Salvador) | Bayamón, Puerto Rico Domare: Ismael Cornejo (El Salvador) |
| 17:30 UTC−4 | 17:30 UTC−4  | |                 |                      | Bayamón, Puerto Rico Domare: Ismael Cornejo (El Salvador) | Bayamón, Puerto Rico Domare: Ismael Cornejo (El Salvador) |
| 17:30 UTC−4 | 17:30 UTC−4  | |                 |                      | Bayamón, Puerto Rico Domare: Ismael Cornejo (El Salvador) | Bayamón, Puerto Rico Domare: Ismael Cornejo (El Salvador) |

|             | 18 mars 2017 | Puerto Rico                                                          | 4 – 0           | Scholars International | Estadio Juan Ramón Loubriel                                |                                                            |
| 20:00 UTC−4 | 20:00 UTC−4  | Mike Ramos 14′ Sidney Rivera 35′ Brian Bement 51′ Cristiano Dias 57′ | (2 – 0) Rapport |                        | Bayamón, Puerto Rico Domare: Jacques Robert Arthur (Haiti) | Bayamón, Puerto Rico Domare: Jacques Robert Arthur (Haiti) |
| 20:00 UTC−4 | 20:00 UTC−4  |                                                                      |                 |                        | Bayamón, Puerto Rico Domare: Jacques Robert Arthur (Haiti) | Bayamón, Puerto Rico Domare: Jacques Robert Arthur (Haiti) |
| 20:00 UTC−4 | 20:00 UTC−4  |                                                                      |                 |                        | Bayamón, Puerto Rico Domare: Jacques Robert Arthur (Haiti) | Bayamón, Puerto Rico Domare: Jacques Robert Arthur (Haiti) |

### Grupp E
| Nr | Lag               | S | V | O | F | GM | IM | MS  | P |
| -- | ----------------- | - | - | - | - | -- | -- | --- | - |
| 1  | San Juan Jabloteh | 3 | 3 | 0 | 0 | 14 | 1  | +13 | 9 |
| 2  | Moulien           | 3 | 2 | 0 | 1 | 13 | 4  | +9  | 6 |
| 3  | System 3          | 3 | 1 | 0 | 2 | 9  | 7  | +2  | 3 |
| 4  | Flames United     | 3 | 0 | 0 | 3 | 2  | 23 | −21 | 0 |

|             | 8 mars 2017 | Flames United | 0 – 9           | San Juan Jabloteh                                                                                      | Victoria Park                             |                                           |
| 17:00 UTC−4 | 17:00 UTC−4 |               | (0 – 4) Rapport | 11′, 51′, 58′ Keithy Simpson 22′ (40) Nathan Lewis 57′ Jairo Lombardo 72′ Tyrone Charles 82′ Jamal Gay | Kingstown, Saint Vincent och Grenadinerna | Kingstown, Saint Vincent och Grenadinerna |
| 17:00 UTC−4 | 17:00 UTC−4 |               |                 | | Kingstown, Saint Vincent och Grenadinerna | Kingstown, Saint Vincent och Grenadinerna |
| 17:00 UTC−4 | 17:00 UTC−4 |               |                 | | Kingstown, Saint Vincent och Grenadinerna | Kingstown, Saint Vincent och Grenadinerna |

|             | 8 mars 2017 | System 3 | 0 – 4           | Moulien                                                                              | Victoria Park                             |                                           |
| 19:30 UTC−4 | 19:30 UTC−4 |          | (0 – 1) Rapport | 38′ Krismiller Bolmin 49′ (sjm.) Sharn Lowman 65′ Vladimir Pascal 82′ Steve Bizasène | Kingstown, Saint Vincent och Grenadinerna | Kingstown, Saint Vincent och Grenadinerna |
| 19:30 UTC−4 | 19:30 UTC−4 |          |                 |                                                                                      | Kingstown, Saint Vincent och Grenadinerna | Kingstown, Saint Vincent och Grenadinerna |
| 19:30 UTC−4 | 19:30 UTC−4 |          |                 |                                                                                      | Kingstown, Saint Vincent och Grenadinerna | Kingstown, Saint Vincent och Grenadinerna |

|             | 10 mars 2017 | San Juan Jabloteh                                         | 4 – 1           | Moulien          | Victoria Park                             |                                           |
| 17:00 UTC−4 | 17:00 UTC−4  | Vurlon Mills 17′ Jairo Lombardo 20′, 68′ Nathan Lewis 85′ | (2 – 1) Rapport | 13′ Minnji Gomez | Kingstown, Saint Vincent och Grenadinerna | Kingstown, Saint Vincent och Grenadinerna |
| 17:00 UTC−4 | 17:00 UTC−4  |                                                           |                 |                  | Kingstown, Saint Vincent och Grenadinerna | Kingstown, Saint Vincent och Grenadinerna |
| 17:00 UTC−4 | 17:00 UTC−4  |                                                           |                 |                  | Kingstown, Saint Vincent och Grenadinerna | Kingstown, Saint Vincent och Grenadinerna |

|             | 10 mars 2017 | System 3 | 9 – 2           | Flames United                       | Victoria Park                             |                                           |
| 19:30 UTC−4 | 19:30 UTC−4  | Azinho Solomon 5′, 62′, 71′ Myron Samuel 45′, 45+1′, 54′ Kemron Osment 60′ Chad Bascombe 87′ Kyle Edwards 90+3′ | (3 – 0) Rapport | 58′ Yonel Martin 65′ Rosshawn Haird | Kingstown, Saint Vincent och Grenadinerna | Kingstown, Saint Vincent och Grenadinerna |
| 19:30 UTC−4 | 19:30 UTC−4  | |                 |                                     | Kingstown, Saint Vincent och Grenadinerna | Kingstown, Saint Vincent och Grenadinerna |
| 19:30 UTC−4 | 19:30 UTC−4  | |                 |                                     | Kingstown, Saint Vincent och Grenadinerna | Kingstown, Saint Vincent och Grenadinerna |

|             | 12 mars 2017 | Moulien                                                                          | 8 – 0           | Flames United | Victoria Park                             |                                           |
| 17:00 UTC−4 | 17:00 UTC−4  | Elbert Anatol 2′ Larry Clavier 8′, 18′, 37′, 90+3′ Vladimir Pascal 45′, 52′, 88′ | (5 – 0) Rapport |               | Kingstown, Saint Vincent och Grenadinerna | Kingstown, Saint Vincent och Grenadinerna |
| 17:00 UTC−4 | 17:00 UTC−4  |                                                                                  |                 |               | Kingstown, Saint Vincent och Grenadinerna | Kingstown, Saint Vincent och Grenadinerna |
| 17:00 UTC−4 | 17:00 UTC−4  |                                                                                  |                 |               | Kingstown, Saint Vincent och Grenadinerna | Kingstown, Saint Vincent och Grenadinerna |

|             | 12 mars 2017 | System 3 | 0 – 1           | San Juan Jabloteh  | Victoria Park                             |                                           |
| 19:30 UTC−4 | 19:30 UTC−4  |          | (0 – 0) Rapport | 65′ Tyrone Charles | Kingstown, Saint Vincent och Grenadinerna | Kingstown, Saint Vincent och Grenadinerna |
| 19:30 UTC−4 | 19:30 UTC−4  |          |                 |                    | Kingstown, Saint Vincent och Grenadinerna | Kingstown, Saint Vincent och Grenadinerna |
| 19:30 UTC−4 | 19:30 UTC−4  |          |                 |                    | Kingstown, Saint Vincent och Grenadinerna | Kingstown, Saint Vincent och Grenadinerna |

## Omgång 2

### Grupp A
| Nr | Lag      | S | V | O | F | GM | IM | MS | P |
| -- | -------- | - | - | - | - | -- | -- | -- | - |
| 1  | Cibao    | 2 | 1 | 1 | 0 | 3  | 2  | +1 | 4 |
| 2  | Central  | 2 | 1 | 0 | 1 | 3  | 2  | +1 | 3 |
| 3  | Grenades | 2 | 0 | 1 | 1 | 3  | 5  | −2 | 1 |

|             | 14 maj 2017 | Central                                                   | 3 – 1           | Grenades              | Hasely Crawford Stadium                                           |                                                                   |
| 20:00 UTC−4 | 20:00 UTC−4 | Jason Marcano 37′ Carlos Edwards 45′ Nathaniel Garcia 85′ | (2 – 1) Rapport | 6′ Tevaughn Harriette | Port of Spain, Trinidad och Tobago Domare: Sherwin Moore (Guyana) | Port of Spain, Trinidad och Tobago Domare: Sherwin Moore (Guyana) |
| 20:00 UTC−4 | 20:00 UTC−4 |                                                           |                 |                       | Port of Spain, Trinidad och Tobago Domare: Sherwin Moore (Guyana) | Port of Spain, Trinidad och Tobago Domare: Sherwin Moore (Guyana) |
| 20:00 UTC−4 | 20:00 UTC−4 |                                                           |                 |                       | Port of Spain, Trinidad och Tobago Domare: Sherwin Moore (Guyana) | Port of Spain, Trinidad och Tobago Domare: Sherwin Moore (Guyana) |

|             | 16 maj 2017 | Cibao                         | 2 – 2           | Grenades                                               | Hasely Crawford Stadium                                              |                                                                      |
| 20:00 UTC−4 | 20:00 UTC−4 | Woodensky Cherenfant 54′, 56′ | (0 – 0) Rapport | 85′ Tevaughn Harriette 86′ (sjm.) César García Peralta | Port of Spain, Trinidad och Tobago Domare: Mario Escobar (Guatemala) | Port of Spain, Trinidad och Tobago Domare: Mario Escobar (Guatemala) |
| 20:00 UTC−4 | 20:00 UTC−4 |                               |                 |                                                        | Port of Spain, Trinidad och Tobago Domare: Mario Escobar (Guatemala) | Port of Spain, Trinidad och Tobago Domare: Mario Escobar (Guatemala) |
| 20:00 UTC−4 | 20:00 UTC−4 |                               |                 |                                                        | Port of Spain, Trinidad och Tobago Domare: Mario Escobar (Guatemala) | Port of Spain, Trinidad och Tobago Domare: Mario Escobar (Guatemala) |

|             | 18 maj 2017 | Central | 0 – 1           | Cibao                  | Hasely Crawford Stadium                                             |                                                                     |
| 20:00 UTC−4 | 20:00 UTC−4 |         | (0 – 0) Rapport | 54′ Patrick Serge Soko | Port of Spain, Trinidad och Tobago Domare: Ricangel de Leça (Aruba) | Port of Spain, Trinidad och Tobago Domare: Ricangel de Leça (Aruba) |
| 20:00 UTC−4 | 20:00 UTC−4 |         |                 |                        | Port of Spain, Trinidad och Tobago Domare: Ricangel de Leça (Aruba) | Port of Spain, Trinidad och Tobago Domare: Ricangel de Leça (Aruba) |
| 20:00 UTC−4 | 20:00 UTC−4 |         |                 |                        | Port of Spain, Trinidad och Tobago Domare: Ricangel de Leça (Aruba) | Port of Spain, Trinidad och Tobago Domare: Ricangel de Leça (Aruba) |

### Grupp B
| Nr | Lag               | S | V | O | F | GM | IM | MS | P |
| -- | ----------------- | - | - | - | - | -- | -- | -- | - |
| 1  | San Juan Jabloteh | 2 | 1 | 1 | 0 | 4  | 2  | +2 | 4 |
| 2  | Portmore United   | 2 | 1 | 1 | 0 | 3  | 2  | +1 | 4 |
| 3  | Racing            | 2 | 0 | 0 | 2 | 0  | 3  | −3 | 0 |

|             | 14 maj 2017 | San Juan Jabloteh                             | 2 – 0           | Racing | Hasely Crawford Stadium                                             |                                                                     |
| 17:30 UTC−4 | 17:30 UTC−4 | Nathan Lewis 50′ Joseph Mitchelson 74′ (sjm.) | (0 – 0) Rapport |        | Port of Spain, Trinidad och Tobago Domare: Ricangel de Leça (Aruba) | Port of Spain, Trinidad och Tobago Domare: Ricangel de Leça (Aruba) |
| 17:30 UTC−4 | 17:30 UTC−4 |                                               |                 |        | Port of Spain, Trinidad och Tobago Domare: Ricangel de Leça (Aruba) | Port of Spain, Trinidad och Tobago Domare: Ricangel de Leça (Aruba) |
| 17:30 UTC−4 | 17:30 UTC−4 |                                               |                 |        | Port of Spain, Trinidad och Tobago Domare: Ricangel de Leça (Aruba) | Port of Spain, Trinidad och Tobago Domare: Ricangel de Leça (Aruba) |

|             | 16 maj 2017 | Portmore United    | 1 – 0           | Racing | Hasely Crawford Stadium                                                           |                                                                                   |
| 17:30 UTC−4 | 17:30 UTC−4 | Ricardo Morris 17′ | (1 – 0) Rapport |        | Port of Spain, Trinidad och Tobago Domare: Gianni Ascani (Turks- och Caicosöarna) | Port of Spain, Trinidad och Tobago Domare: Gianni Ascani (Turks- och Caicosöarna) |
| 17:30 UTC−4 | 17:30 UTC−4 |                    |                 |        | Port of Spain, Trinidad och Tobago Domare: Gianni Ascani (Turks- och Caicosöarna) | Port of Spain, Trinidad och Tobago Domare: Gianni Ascani (Turks- och Caicosöarna) |
| 17:30 UTC−4 | 17:30 UTC−4 |                    |                 |        | Port of Spain, Trinidad och Tobago Domare: Gianni Ascani (Turks- och Caicosöarna) | Port of Spain, Trinidad och Tobago Domare: Gianni Ascani (Turks- och Caicosöarna) |

|             | 18 maj 2017 | San Juan Jabloteh                       | 2 – 0           | Portmore United | Hasely Crawford Stadium                                           |                                                                   |
| 17:30 UTC−4 | 17:30 UTC−4 | Adrian Reid 34′ (str.) Vurlon Mills 41′ | (2 – 0) Rapport |                 | Port of Spain, Trinidad och Tobago Domare: Sherwin Moore (Guyana) | Port of Spain, Trinidad och Tobago Domare: Sherwin Moore (Guyana) |
| 17:30 UTC−4 | 17:30 UTC−4 |                                         |                 |                 | Port of Spain, Trinidad och Tobago Domare: Sherwin Moore (Guyana) | Port of Spain, Trinidad och Tobago Domare: Sherwin Moore (Guyana) |
| 17:30 UTC−4 | 17:30 UTC−4 |                                         |                 |                 | Port of Spain, Trinidad och Tobago Domare: Sherwin Moore (Guyana) | Port of Spain, Trinidad och Tobago Domare: Sherwin Moore (Guyana) |

### Slutspel

#### Bronsmatch
|             | 21 maj 2017 | Central                                                    | 00001 – 1 (e.fl.)          | Portmore United                                                         | Hasely Crawford Stadium                                      |                                                              |
| 17:00 UTC−4 | 17:00 UTC−4 | Jason Marcano 5′ Keston George 90+2′                       | (1 – 1) Rapport            | 32′ Damion Binns 77′ Cleon Pryce                                        | Port of Spain Domare: Gianni Ascani (Turks- och Caicosöarna) | Port of Spain Domare: Gianni Ascani (Turks- och Caicosöarna) |
| 17:00 UTC−4 | 17:00 UTC−4 |                                                            |                            |                                                                         | Port of Spain Domare: Gianni Ascani (Turks- och Caicosöarna) | Port of Spain Domare: Gianni Ascani (Turks- och Caicosöarna) |
| 17:00 UTC−4 | 17:00 UTC−4 | Sean de Silva Carlos Edwards Keston George Lloyd Bannister | Straffsparksläggning 3 – 5 | Michael Binns Ewan Grandison Damion Binns Jeremie Lynch Maalique Foster | Port of Spain Domare: Gianni Ascani (Turks- och Caicosöarna) | Port of Spain Domare: Gianni Ascani (Turks- och Caicosöarna) |

#### Final
|             | 21 maj 2017 | Cibao             | 1 – 0           | San Juan Jabloteh | Hasely Crawford Stadium                         |                                                 |
| 20:00 UTC−4 | 20:00 UTC−4 | Richard Dabas 30′ | (1 – 0) Rapport |                   | Port of Spain Domare: Mario Escobar (Guatemala) | Port of Spain Domare: Mario Escobar (Guatemala) |
| 20:00 UTC−4 | 20:00 UTC−4 |                   |                 |                   | Port of Spain Domare: Mario Escobar (Guatemala) | Port of Spain Domare: Mario Escobar (Guatemala) |
| 20:00 UTC−4 | 20:00 UTC−4 |                   |                 |                   | Port of Spain Domare: Mario Escobar (Guatemala) | Port of Spain Domare: Mario Escobar (Guatemala) |

Cibao kvalificerade sig för Concacaf Champions League 2018, San Juan Jabloteh kvalificerade sig för Concacaf League 2017.